# Popoloca septentrional
El popoloca septentrional és una variant de la llengua popoloca parlada a l'estat de Puebla (Mèxic). Comprèn les variants de les viles de San Luís Temalacayuca i de San Marcos Tlalcoyalco, ambdues amb un 90%de mútua intel·ligibilitat.